# ثخن العظم

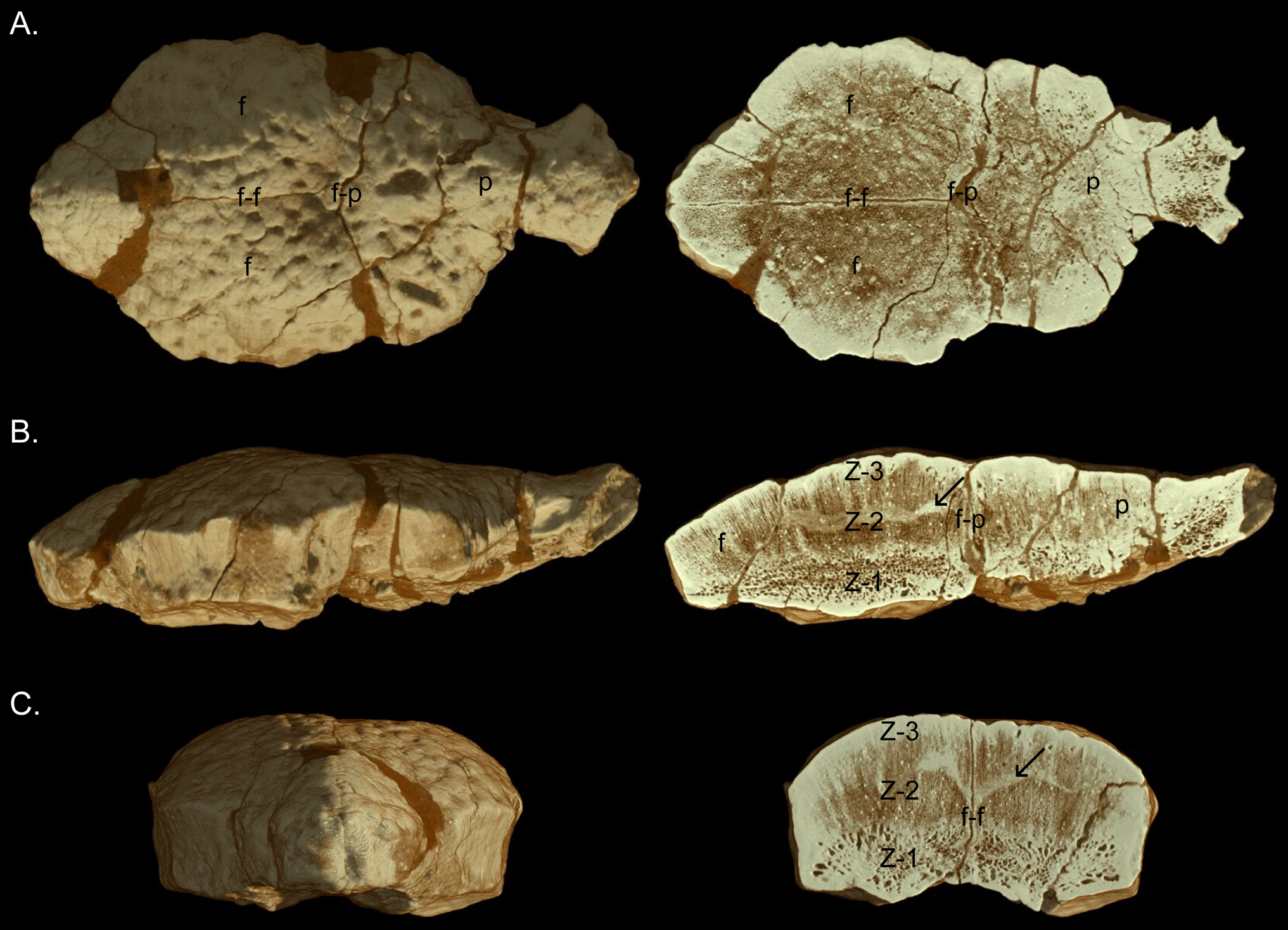
قبة جمجمة الستيجوسيراس (AMNH 5450) تُظهر مقطعًا عرضيًا يوضح ثخن العظم.

ثخن العظم (بالإنجليزية: Pachyostosis)‏ هي حالة لا مرضية تحدث في الحيوانات الفقارية حيث يكون فيها العظم أكثر ثخنا بسبب طبقات إضافية من صفاح العظم. يحدث ثخن العظم عادة مع تصلب العظم ليحدث ما يسمى بثخن تصلب العظم.